# Duckstation
 (septembre 2022).
Si vous disposez d'ouvrages ou d'articles de référence ou si vous connaissez des sites web de qualité traitant du thème abordé ici, merci de compléter l'article en donnant les références utiles à sa vérifiabilité et en les liant à la section « Notes et références ».
DuckStation est un émulateur pour PlayStation open source et gratuit. Il a été créé en 2019 et est toujours en développement actif en 2023.

## Historique
Le créateur de Duckstation est Stenzek, déjà connu dans la communauté de l'émulation pour avoir participé au développement de Dolphin. Le développement commence en août 2019. Duckstation vient ainsi concurrencer les principaux émulateurs PlayStation existants, comme ePSXe et PCSX.

## Fonctionnalités
DuckStation dispose d'une interface utilisateur utilisant Qt, ainsi que d'une interface plein écran utilisable à la manette.
Le rendu peut être au choix matériel (D3D11, D3D12, OpenGL, Vulkan) ou logiciel.
Ses améliorations incluent l'augmentation de la résolution interne, la mise à l'échelle, ou encore le filtrage de texture. Le rendu de la géométrie peut également être amélioré à l'aide de PGXP (Parallel/Precision Geometry Transform Pipeline), qui permet une plus grande précision de la géométrie que sur la console d'origine et rend l'image moins sujette aux tremblements, et réduit la distorsion des textures.
Duckstation permet un rendu des jeux 3D avec un ratio d'image large (par exemple 16:9) grâce au Hack Widescreen, sans introduire de déformation, et tout en gardant les vidéos en 4:3.
Comme beaucoup d'émulateurs, un démarrage rapide et des sauvegardes d'états permettent de reprendre une partie directement en sautant le démarrage du jeu ou en reprenant une partie à un endroit du jeu en particulier.

## Compatibilité
L’émulateur fonctionne aussi bien avec les jeux PAL que NTSC.
Une liste des jeux compatibles contenant plus de 1200 titres est tenue à jour par les développeurs.